# 津海道 (汪兆銘政権)
津海道（しんかい-どう）は汪兆銘政権華北政務委員会により設置された河北省の道。

## 沿革
1940年（民国29年）5月29日に設置された。

## 行政区画
廃止直前下部の12県を管轄した。（50音順）
- 安次県
- 永清県
- 青県
- 静海県
- 新鎮県
- 大城県
- 天津県
- 覇県
- 武清県
- 文安県
- 宝坻県
- 寧河県